# Итапура
Итапура (порт. Itapura)  —  муниципалитет в Бразилии, входит в штат Сан-Паулу. Составная часть мезорегиона Арасатуба. Входит в экономико-статистический  микрорегион Андрадина. Население составляет 3900 человек на 2006 год. Занимает площадь 307,265 км². Плотность населения — 12,7 чел./км².

## История
Город основан 22 марта 1969 года.

## Статистика
- Валовой внутренний продукт на 2003 составляет 22.321.492,00 реалов (данные: Бразильский институт географии и статистики).
- Валовой внутренний продукт на душу населения на 2003 составляет 5.764,85 реалов (данные: Бразильский институт географии и статистики).
- Индекс развития человеческого потенциала на 2000 составляет 0,739 (данные: Программа развития ООН).

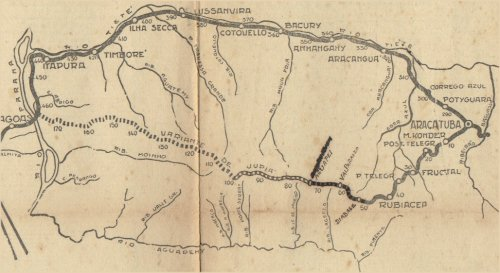